# Katte (Adelsgeschlecht)

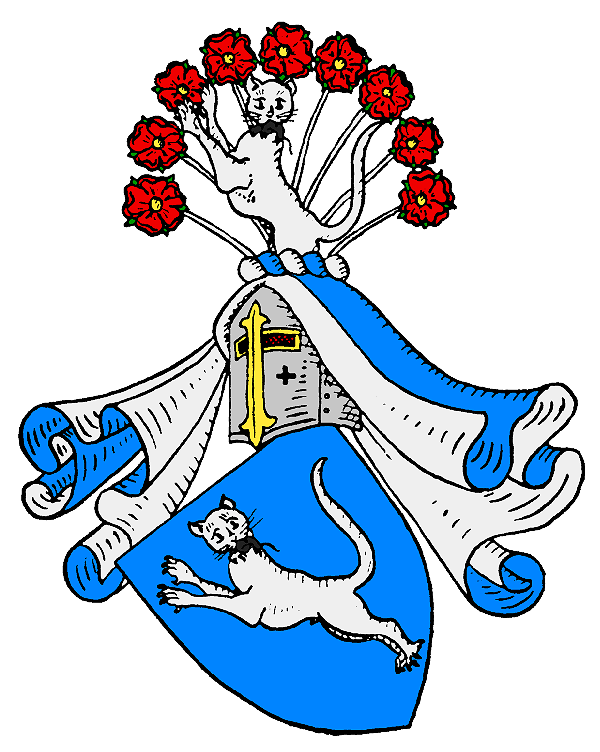
Wappen derer von Katte

Katte, auch Katt, ist der Name eines alten brandenburgischen Adelsgeschlechts. Die Herren von Katte gehören zum altmärkischen Uradel. Zweige der Familie bestehen bis heute.

## Geschichte

### Herkunft
In älterer Literatur werden niederrheinische Ursprünge der Familie vermutet. So sollen Angehörige unter König Heinrich I. aus den Niederlanden gekommen sein und sich dann zeitig in den Erzstiften Magdeburg und Bremen niedergelassen haben.
Erstmals urkundlich erwähnt wird das Geschlecht am 25. September (7. Oktober ?) 1221 mit Balduwinus Catus als scabinus (lat. Schöffe) in Pennigsdorf bei Güsen. Die ununterbrochene Stammreihe beginnt mit Heinrich Katt auf Wust, Zollchow und Redekin, der von 1380 bis 1392 in Urkunden erscheint.

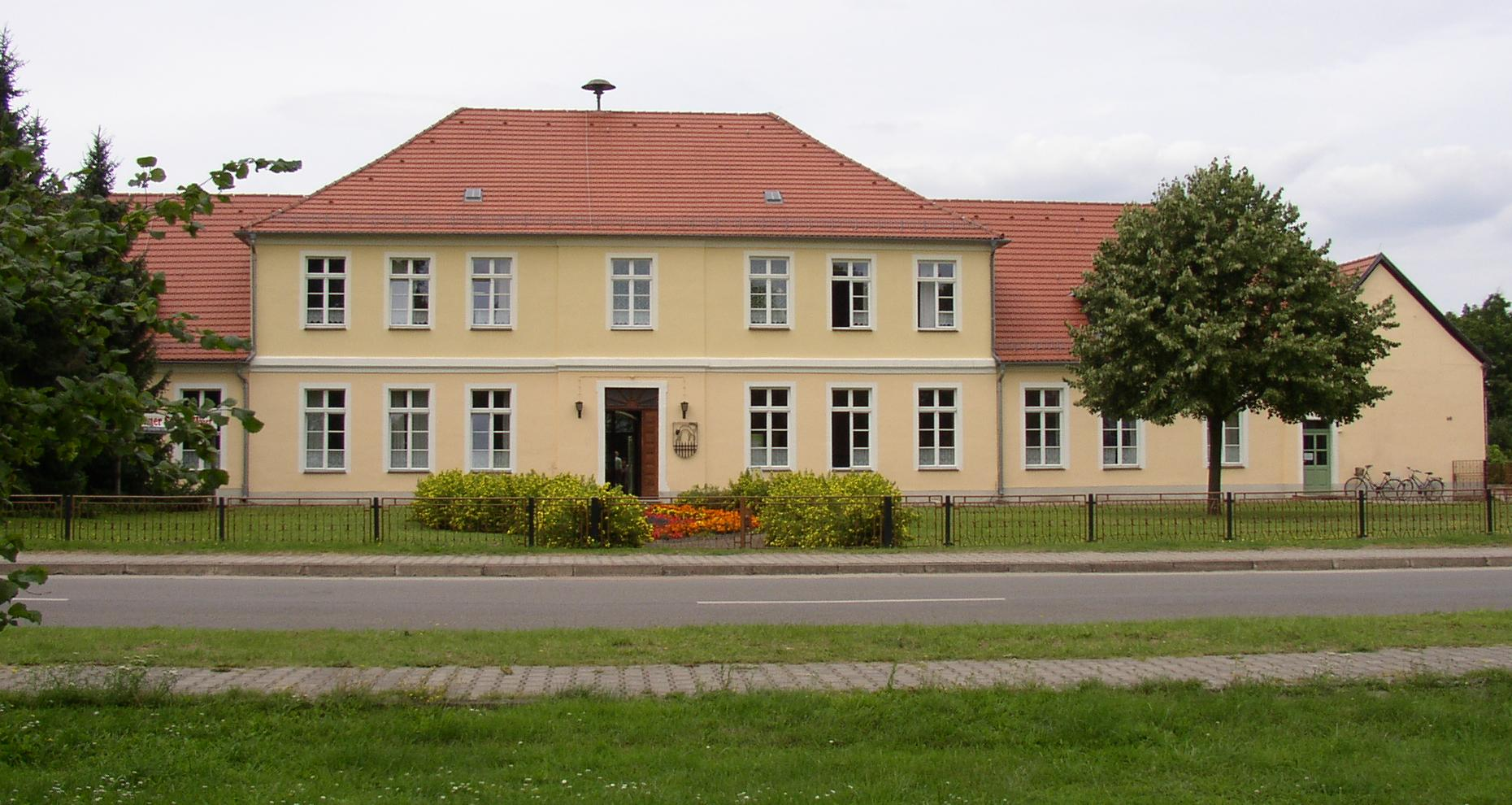
Herrenhaus in Wust (bis 1945 in Familienbesitz)
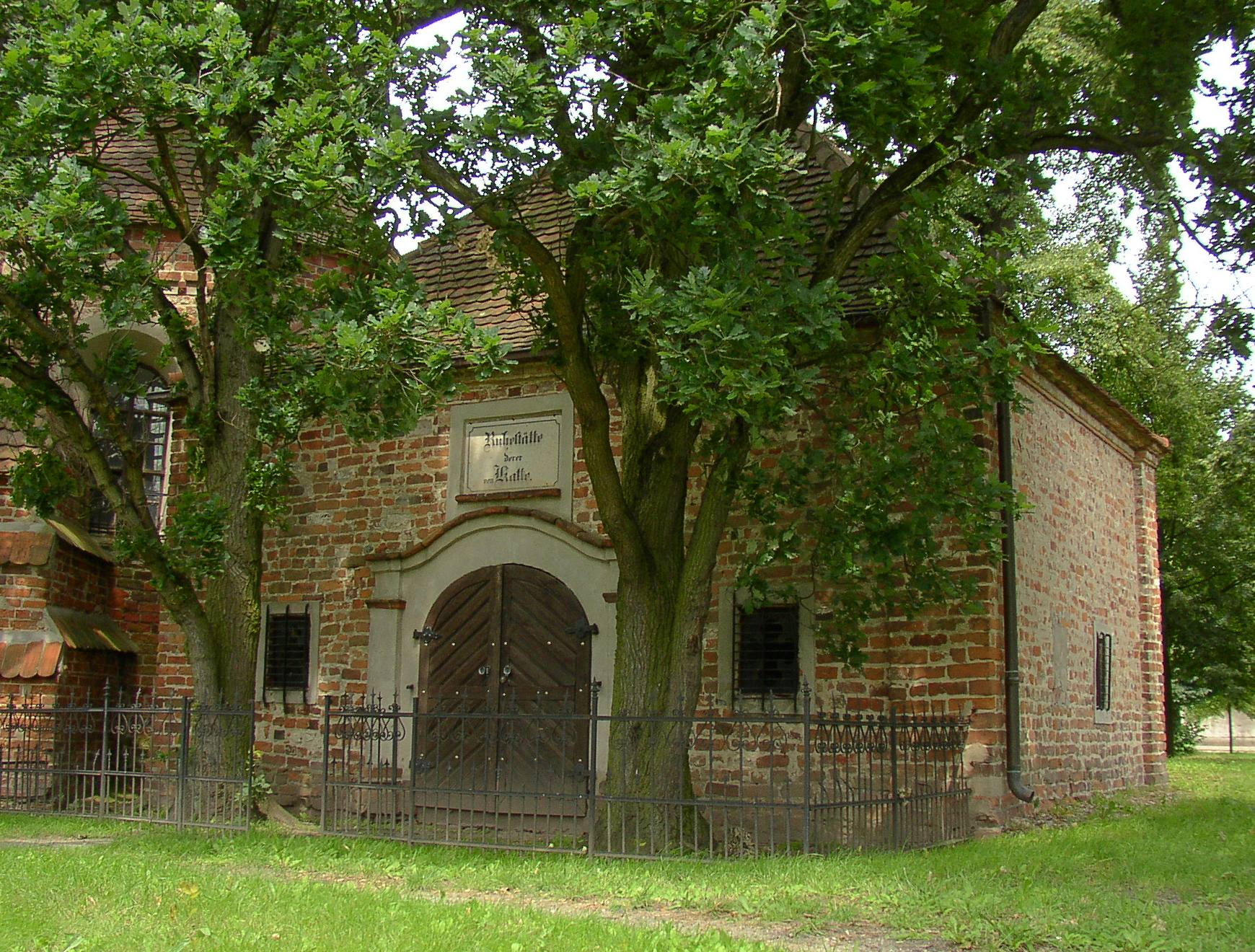
Ostgruft der Familie von Katte an der Kirche in Wust

Das ursprüngliche Siedlungsgebiet der Familie lag im Elb-Havel-Winkel im Jerichower Land. Das Gebiet wird auch der Kattewinkel genannt. Wahrscheinlich sind die Kattes eines Stammes mit denen von Lossow, die zu Gesamtlehen saßen.

### Ausbreitung und Persönlichkeiten
Die frühen Angehörigen des Geschlechts nahmen nur selten das Prädikat von vor ihren Namen. Aus dem Hause Vieritz-Zollchow stammte Balthasar Katte. Sein Sohn aus der Ehe mit Ursula von Tresckow, Melchior Katte, wurde Landrat im Kreis Jerichow und Besitzer der vom Vater ererbten Güter Vieritz, Zollchow, Alten- und Neuenklitsche. Er heiratete Ursula von Thümen aus dem Hause Blankensee. Dessen Enkel Melchior Katte war Domherr und Senior des Hochstifts zu Havelberg und Erbherr auf Altenklitsche, Bellin, Buschow und Bagow. Der Magdeburger Landrat Hans Christoph Katte dagegen erwarb Roskow.

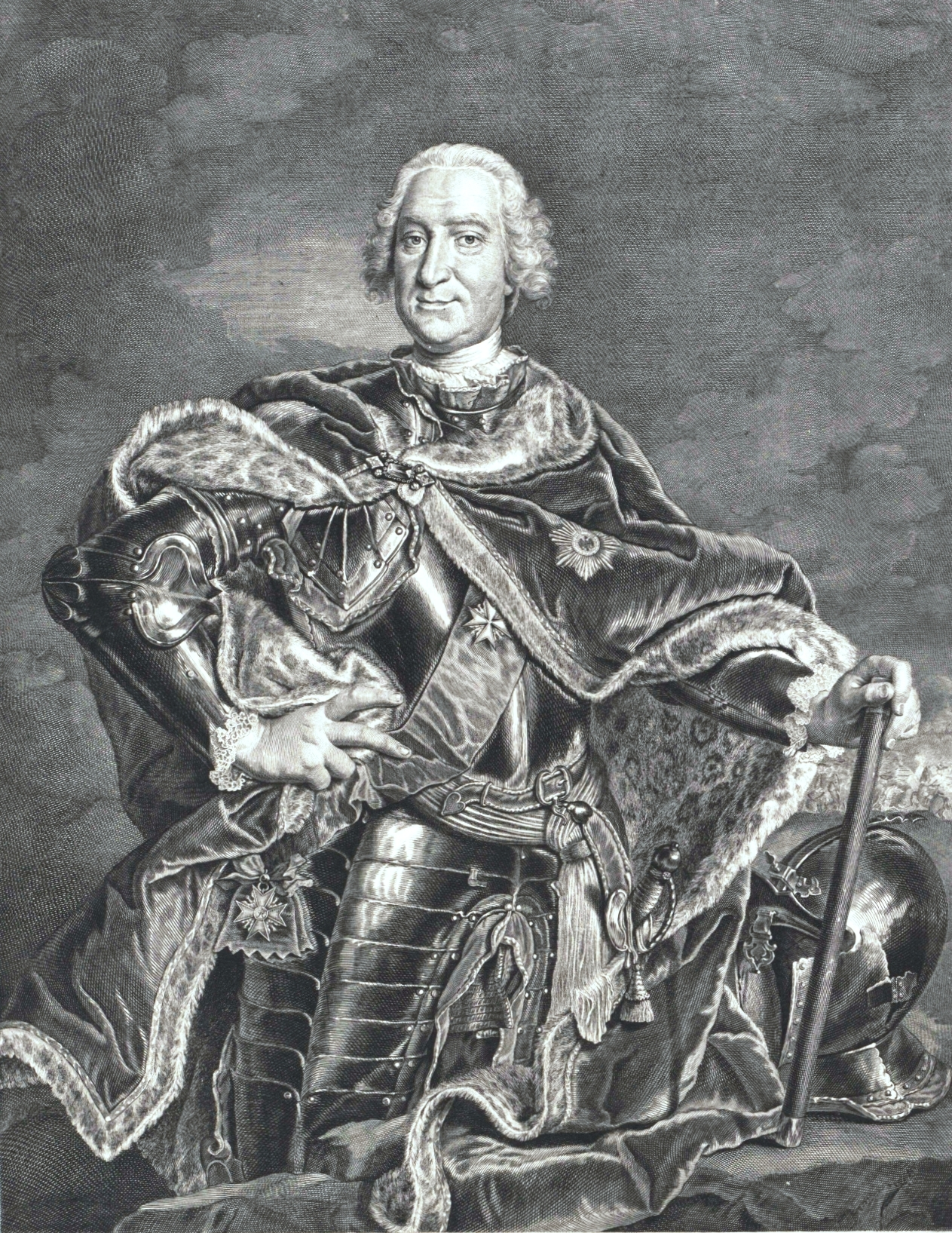
Hans Heinrich von Katte
(* 1681; † 1741)

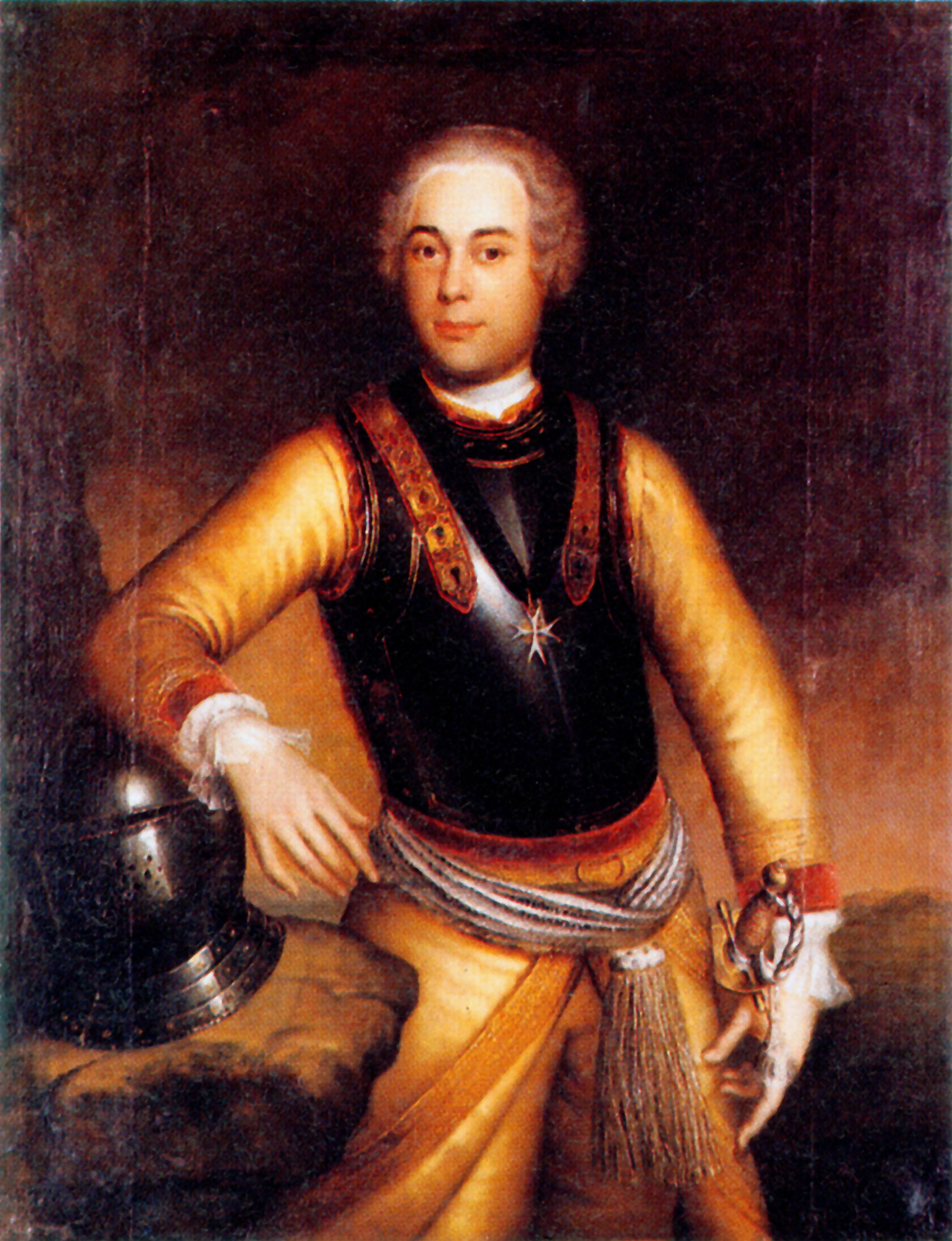
Hans Hermann von Katte
(* 1704; † 1730)

Aus dem Hause Wust stammte Hans Katte, herzoglich sachsen-coburgischer Hofmarschall und Herr auf Wust, Scharlibbe und Kamern. Aus seiner Ehe mit Auguste von Tschammern stammte der Sohn Hans Heinrich von Katte (1681–1741). Er war einer der bedeutendsten Vertreter der Familie und diente drei preußischen Königen. Zunächst Generaladjutant des preußischen Königs Friedrich I. und Ritter des Schwarzen-Adler-Ordens, wurde er später Gouverneur von Kolberg. Unter Friedrich Wilhelm I. 1731 zum Generalleutnant und fünf Jahre später zum General der Kavallerie befördert, starb er 1741 als königlich preußischer Generalfeldmarschall. Er war der Vater des Jugendfreundes von Friedrich dem Großen, des Leutnants Hans Hermann von Katte (1704–1730), der im Alter von sechsundzwanzig Jahren am 6. November 1730 in Küstrin enthauptet wurde. Als Friedrich II. 1740 den Königsthron bestieg, ernannte er den Vater Hans Heinrich zum Generalfeldmarschall und erhob ihn und dessen Nachkommen beiderlei Geschlechts in den preußischen Grafenstand. Er war in zweiter Ehe mit Elisabeth von Bredow († 1736) verheiratet, doch erlosch die gräfliche Linie mit dem Tod seines letzten Sohnes 1748 im Mannesstamm. Schon vor dieser Phase begann aber die Tradition der Mitgliedschaft in der alten Kongregation des Johanniterordens, die bis heute wahrgenommen wird.
Heinrich Christoph von Katte, ein älterer Bruder des Feldmarschalls und Ehrenritter des Deutschen Ordens, wurde Kammerpräsident zu Magdeburg und am 11. März 1746 Wirklicher Geheimer Staats- und Kriegsrat, Vizepräsident und dirigierender Minister im Generaldirektorium. Er starb am 23. November 1760. Aus seiner Ehe mit Ursula Dorothea von Möllendorff stammen die drei Brüder Johann Friedrich, Bernd Christian und Carl Aemilius. Johann Friedrich von Katte nahm mit Auszeichnung unter anderem an den Schlachten bei Hohenfriedberg, Soor, Kesselsdorf, vor Prag, Schlacht bei Kolin und Breslau während der Schlesischen Kriege teil. Er wurde am 22. Mai 1756 zum Generalleutnant befördert und starb am 29. März 1764 im 50. Dienstjahr. Aus seiner Ehe mit einer Gräfin Truchsess-Waldburg-Capustigall kamen ein Sohn und eine Tochter. Bernd Christian von Katte († 1778), Herr auf Wust und Lütchen-Mangelsdorf, wurde königlich preußischer Generalmajor und Chef des nach im benannten Dragonerregiments. Er war verheiratet mit einer Tochter aus dem Adelsgeschlecht derer von Kröcher. Ein Sohn aus dieser Ehe überlebte ihn. Carl Aemilius von Katte starb 1757 als königlich preußischer Oberst.
Auch später zeichneten sich Angehörige der Familie vor allem als Offiziere in der preußischen Armee aus. Gottfried Friedrich Bodo von Katte starb 1833 als preußischer Oberst a. D., und Friedrich Carl von Katte (1770–1836) aus dem Hause Zollchow, ein treuer Waffengefährte des Herzogs Friedrich Wilhelm von Braunschweig, starb 1836 als preußischer Oberstleutnant a. D. auf seinem Gut Neuenklitsche bei Genthin. Gottfried von Katte stieg bis zum preußischen Generalleutnant auf. Im letzten Drittel des 19. Jahrhunderts starb mit den Brüdern Wilhelm von Katte und Alfred von Katte, beide in ihrer Jugendzeit Zöglinge an der Ritterakademie Brandenburg, die direkte Linie Wust aus. Das Gut blieb aber in Familienhand.
Es besteht ein Familienverband.

### Besitzungen

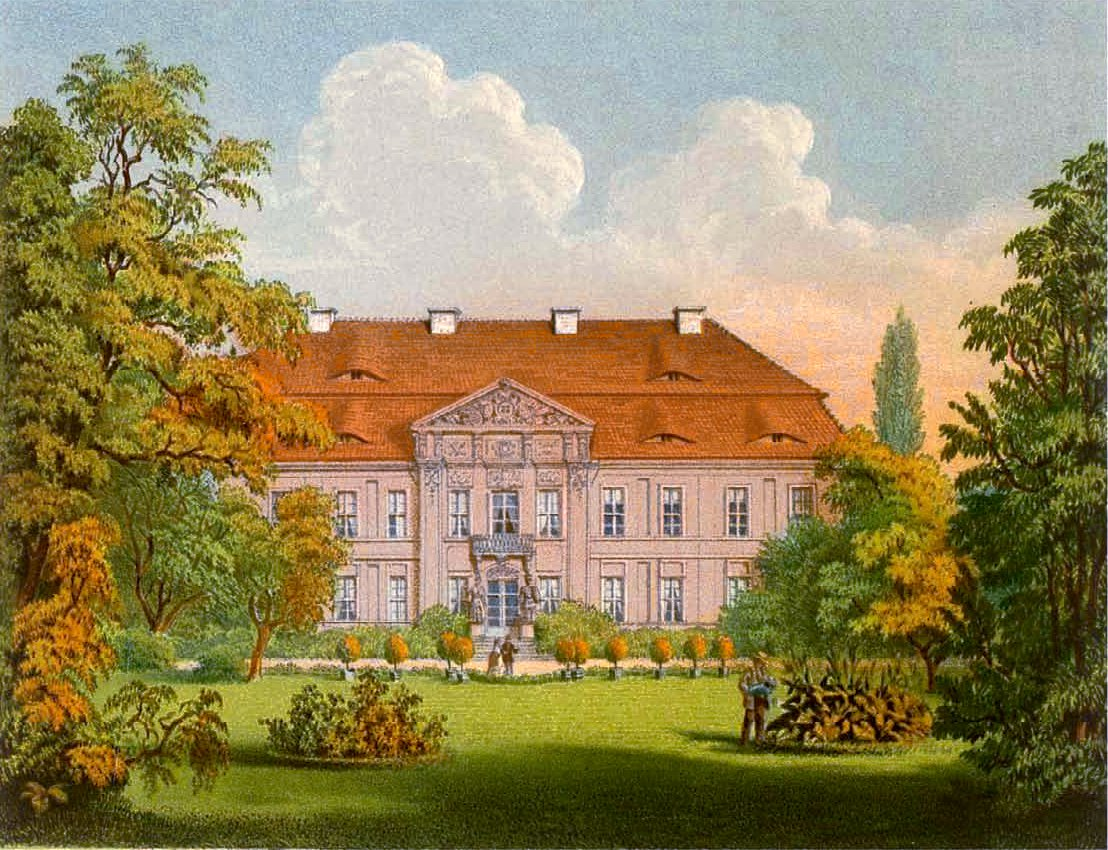
Gutshaus Roskow

Schon früh saß die Familie im Magdeburgischen zu Wust, Möttlitz, Gettin, Vieritz und Zollchow. Im Havelland gehörte Roskow mit dem Gutshaus Roskow zu den ältesten Besitzungen des Geschlechts. Das barocke Gutshaus wurde von Christoph III. 1723 bis 1723 errichtet und blieb bis zur Enteignung im Zuge der Bodenreform in der Sowjetischen Besatzungszone 1945 in Familienbesitz. Letzter Eigentümer war Albert von Katte. 2010 erwarb es ein Verwandter der Familie, der es saniert.
Mitte des 19. Jahrhunderts besaßen Angehörige noch dreizehn Güter im ehemaligen Landkreis Jerichow II in der Provinz Sachsen und im Landkreis Westhavelland in der Provinz Brandenburg. Besitzer dieser Güter waren Albert von Katte auf Roskow, Vieritz und Buckow, Bodo von Katte, königlich preußischer Major, auf Altenklitsche mit Altbellin und auf Sydow, Rudolph von Katte auf Wilhelmsthal, Herr auf Neuenklitsche und Mahlitz und Otto von Katte, königlich preußischer Premierleutnant außer Dienst, auf Kamern und Scharlibbe. Der königlich hannoverische Drost in Hildesheim Albrecht Ludwig von Katte war Herr auf Steckelsdorf. Hans Emil von Katte (1819–1889) war Herr auf Lehngut Wust und Alexander von Katte Herr auf Zollchow.
Die Güter Hohenkamern und Wilhelmsthal wurden ab 1991 von der Familie von Katte zurückgekauft.

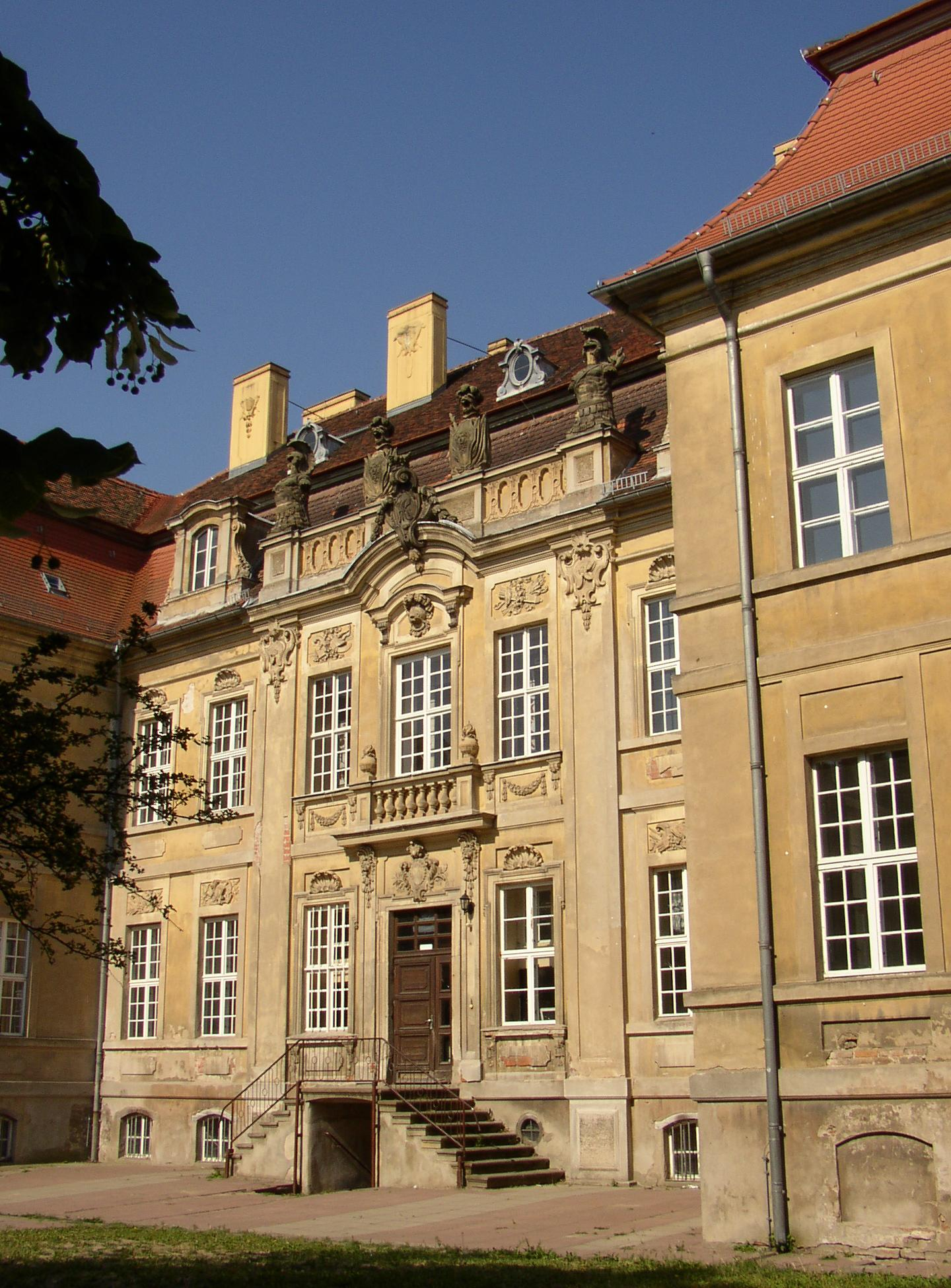
Portal des Roskower Barockschlosses
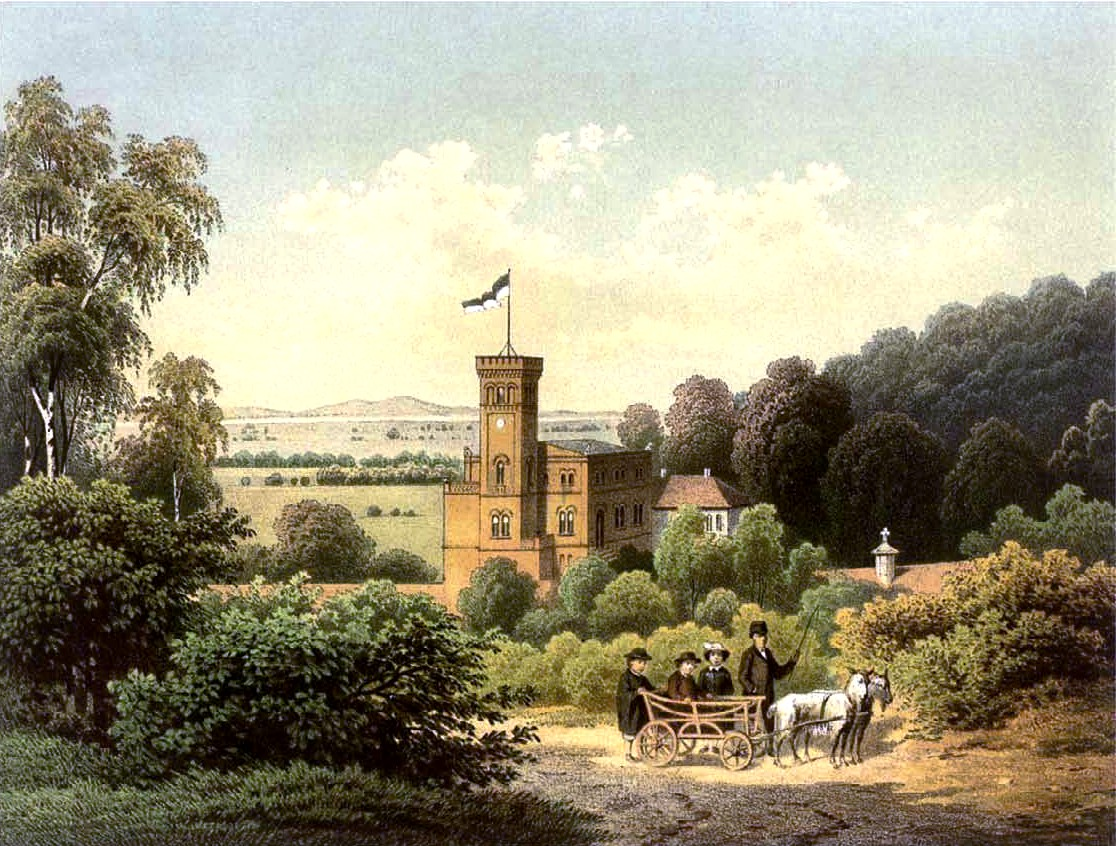
Gut Hohenkamern
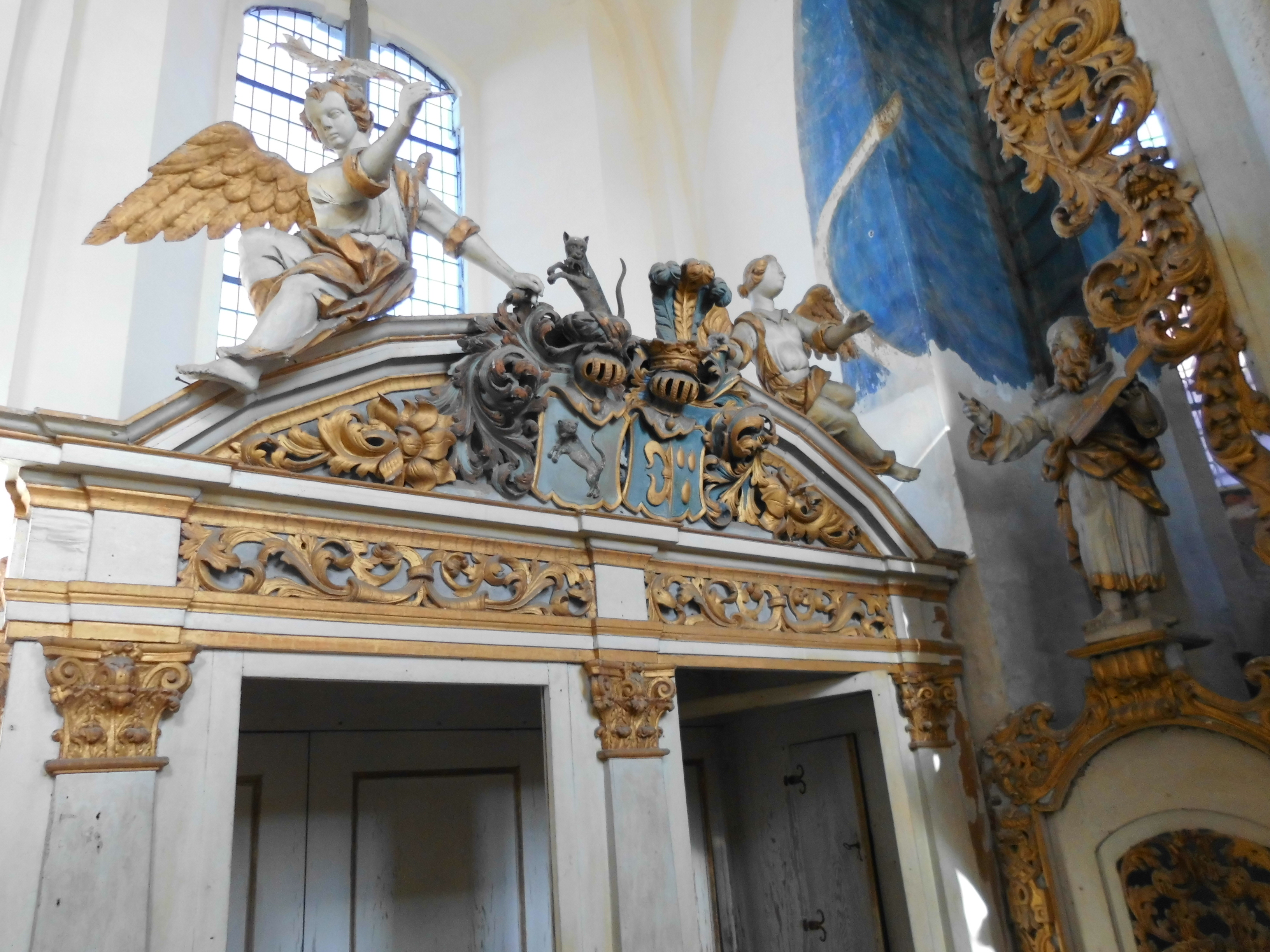
Katte'sche Patronatsloge (Kirche Altenklitsche)
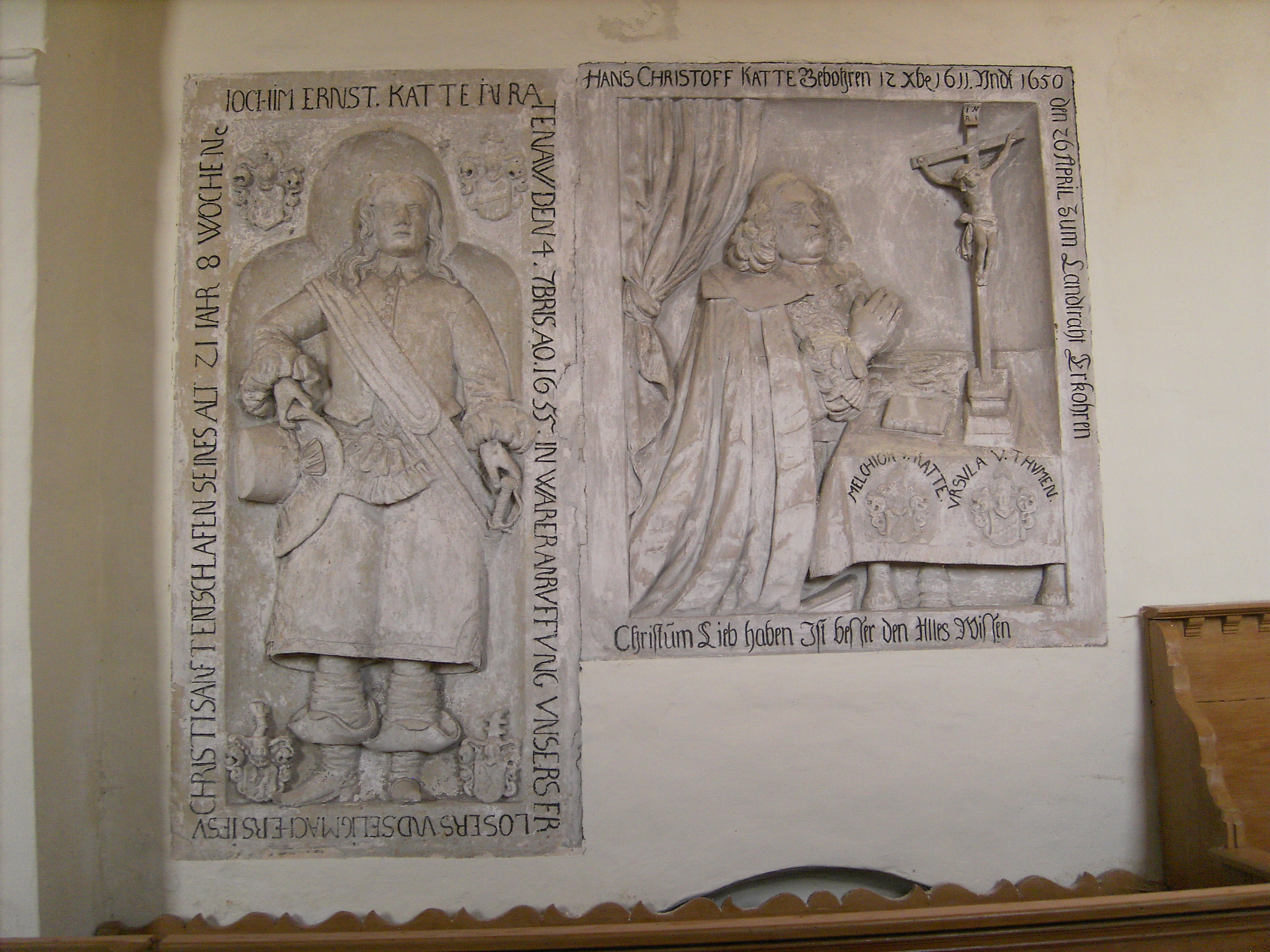
Epitaphien (Kirche Neuenklitsche)
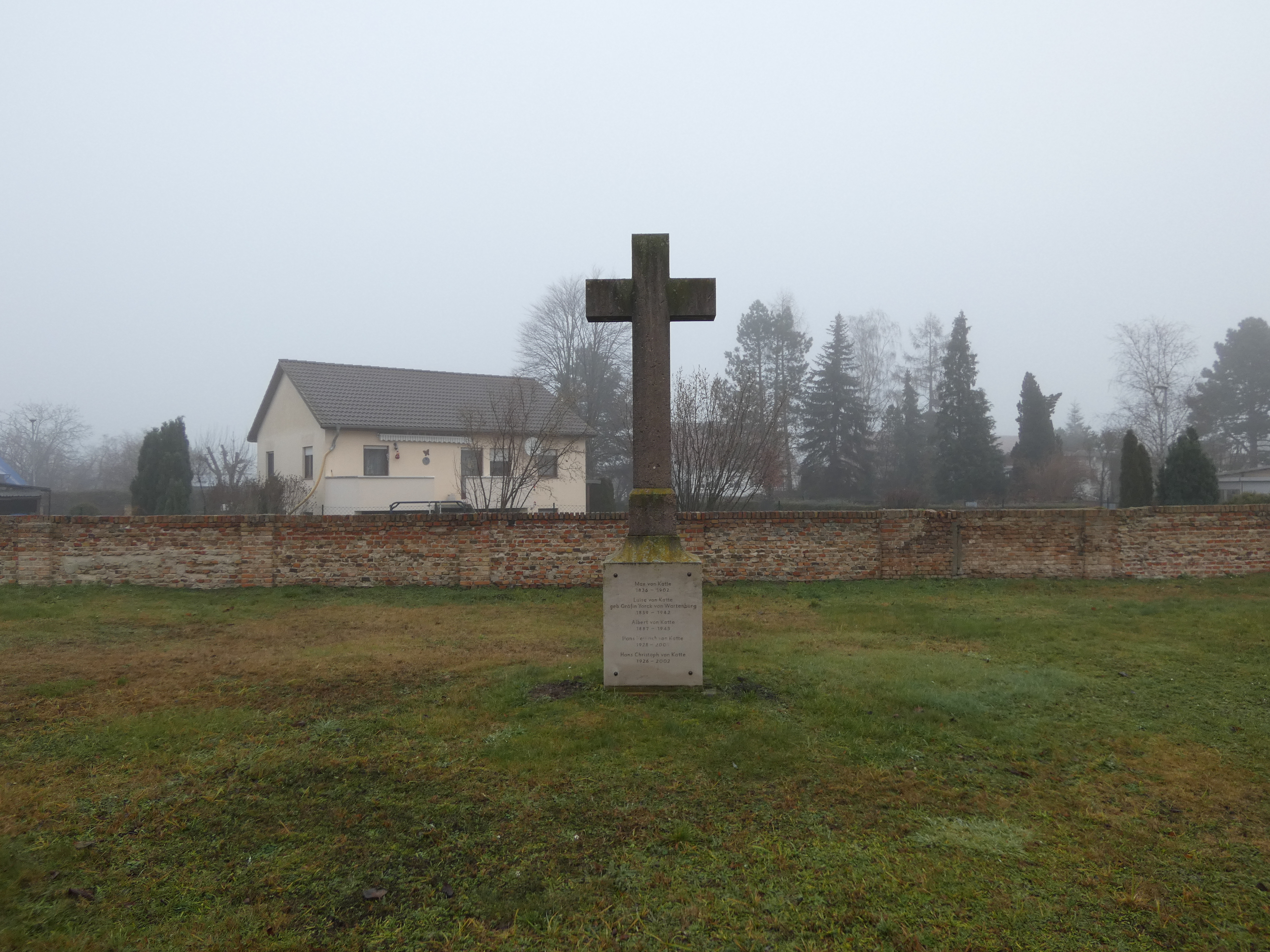
Familiengrab von Kattes auf dem Kirchhof der Dorfkirche Roskow

### Standeserhebungen
Der königlich preußische Generalfeldmarschall Hans Heinrich von Katte (1681–1741) erhielt am 6. August 1740 in Berlin den preußischen Grafenstand.

## Wappen

### Stammwappen
Das Stammwappen zeigt in Blau eine springende, silberne Katze mit einer schwarzen Maus im Maul. Auf dem Helm mit blau-silbernen Helmdecken die Katze wachsend von neun fächerförmig gestellten, silbergestielten, roten Rosen.
Das Wappen der Familie von Katte ist redend, da im Niederdeutschen die Katze auch Katte genannt wird.

### Gräfliches Wappen
Das 1740 verliehene gräfliche Wappen hat drei Helme und ist geteilt. Oben in Silber auf rotem Kissen eine goldene Krone und ein goldenes Zepter, unten in Blau auf grünem Boden das Stammwappen. Auf dem rechten Helm ein roter Steighaken mit drei Quersprossen (Wappenbild derer von Bredow) zwischen einem offenen schwarzen Flug, der mittlere Helm wie der Stammhelm, auf dem linken ein geharnischter schwarzer Rechtsarm, einen Marschallstab haltend. Alle Helme haben blau-silberne Helmdecken.

## Familienmitglieder
- Hans von Katte (1633–1684),[14] Herr auf Wust, Scharlibbe, Kamern und Mahlitz, Landrat und Amtshauptmann zu Jerichow verh. mit Eva Auguste von Katte, geborene von Stammern (1645–1684)
  - Christoph von Katte (1675–1743), Erbherr von Kamern und Scharlibbe verh. mit Ursula Dorothea von Katte, geborene von Möllendorff (1678–1747)
    - Johann Friedrich von Katte (1698–1764), preußischer Generalleutnant und Chef des Kürassierregiments „von Katte“
      - Friedrich Heinrich von Katte (1740–1813), preußischer Generalleutnant

    - Heinrich Christoph von Katte (1699–1760), preußischer Kriegsminister
    - Bernhard Christian von Katte (1700–1778), preußischer Generalmajor, Chef des Dragonerregiments „von Katte“ und Ritter des Ordens Pour le Mérite
    - Karl Aemilius von Katte (1706–1757), preußischer Generalmajor und Chef des Dragonerregiments Nr. 4
    - August von Katte (1711–1779), preußischer Major und Regimentschef

  - Hans Heinrich von Katte (1681–1741), preußischer Generalfeldmarschall verh. mit Dorothea Sophie von Katte, geborene von Wartensleben (1684–1707)
    - Hans Hermann von Katte (1704–1730), preußischer Offizier
- Karl von Katte (1750–1821), Rittergutsbesitzer und preußischer Landrat
- Friedrich von Katte (1770–1836), preußischer Offizier und Freiheitskämpfer
- Gottfried von Katte (1789–1866), preußischer Generalleutnant
- Bodo von Katte (1799–1876), preußischer Oberst und Mitglied im Preußischen Abgeordnetenhaus
- Christoph von Katte (1855–1939), auf Hohenkammern
  - Otto von Katte (1913), auf Hohenkammern
    - Christoph von Katte (1950), Polizeipräsident a. D.
- Albert von Katte (1798–1869), Stifter des Fideikommiss Roskow, Herr auf Vieritz, Ritterschaftsrat, Ritter des Johanniterordens;
- Albert von Katte (1887–1945), Fideikommissherr auf Roskow und Vieritz,[15] Jurist
- Martin von Katte (1896–1988), auf Zolchow, Schriftsteller
  - Maria von Katte (1941), Schriftstellerin, Ehren-Domherrin des Hochstifts zu Brandenburg
- Marie Wanda von Baeyer-Katte (1911–1997), Psychologin und Pädagogin

## Domherrn zu Brandenburg
- Melchior Heinrich von Katte († 1664),[16][17]
- Joachim Ehren(t)reich von Katte (1660–1694),[18] Haereditarius in Roschow, Neuen-Klitsche, Sidow, Zolchow, Neu-und Alten Scholöne.[19][20]

## Weitere Literatur
- Karl Feldmeyer: Schwierige Heimkehr. Neusiedler auf altem Boden. Verlag Wolf Jobst Siedler, Berlin 1997, ISBN 3-88680-615-4.
- Michael Roes: Zeithain. Schöffling & Co. Frankfurt am Main 2017, ISBN 978-3-89561-177-3 (PDF)